# 6059 Diefenbach
6059 Diefenbach è un asteroide della fascia principale. Scoperto nel 1979, presenta un'orbita caratterizzata da un semiasse maggiore pari a 2,4355188 UA e da un'eccentricità di 0,2177509, inclinata di 2,34834° rispetto all'eclittica.
L'asteroide è dedicato al pittore tedesco Karl Wilhelm Diefenbach.